# Herpetogramma magna
Herpetogramma magna es una especie de polilla del género Herpetogramma, categorizada en la tribu Herpetogrammatini, de la subfamilia Spilomelinae. Fue descrita por Butler en 1879.

## Descripción
Cuenta con alas de color marrón, con manchas amarillas pálidas y ápice puntiagudo.

## Distribución
Se distribuye por Asia: Corea, Japón y parte de Rusia.